# پکس بریتانیکا

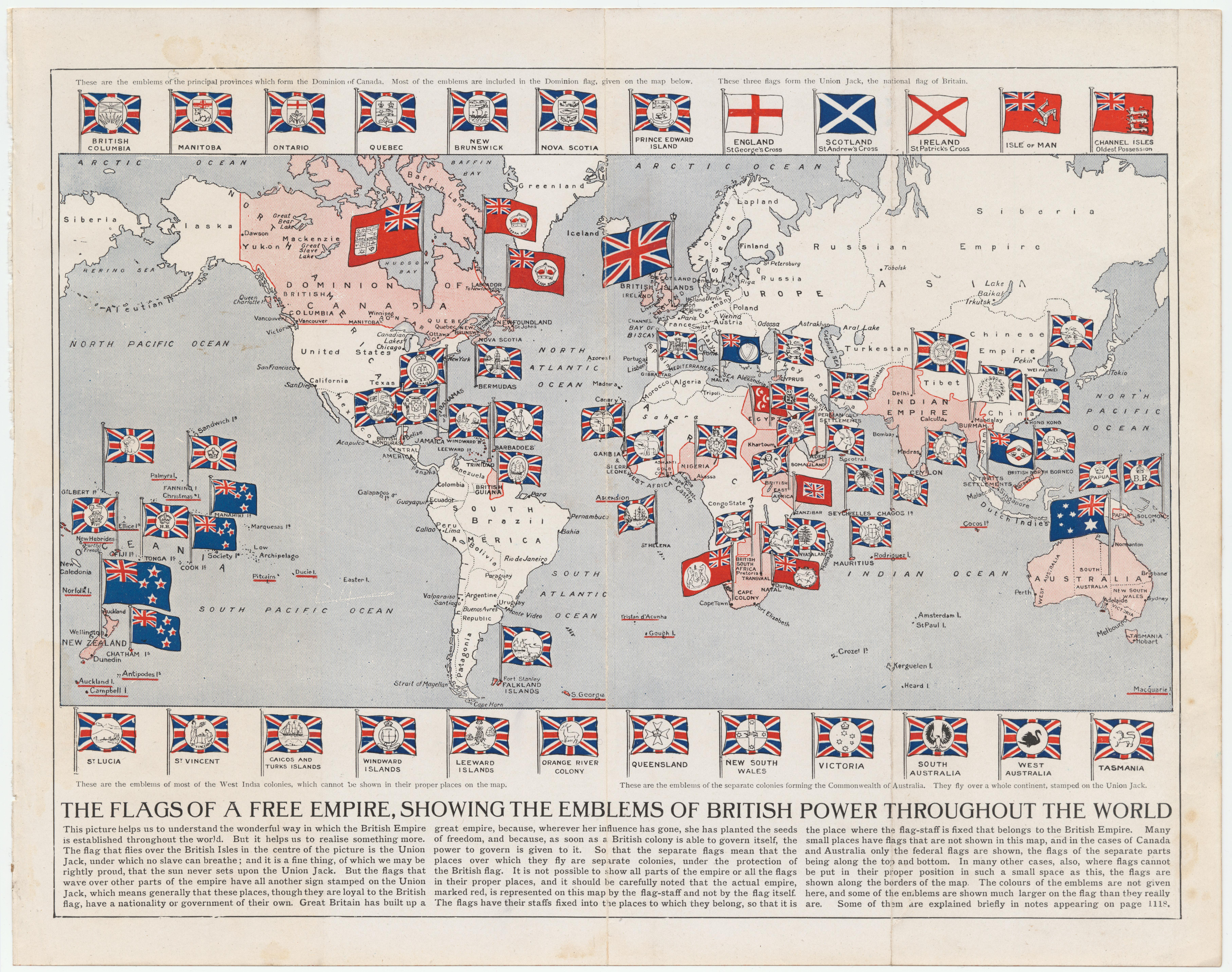
نقشه امپراتوری بریتانیا در ۱۹۱۰.

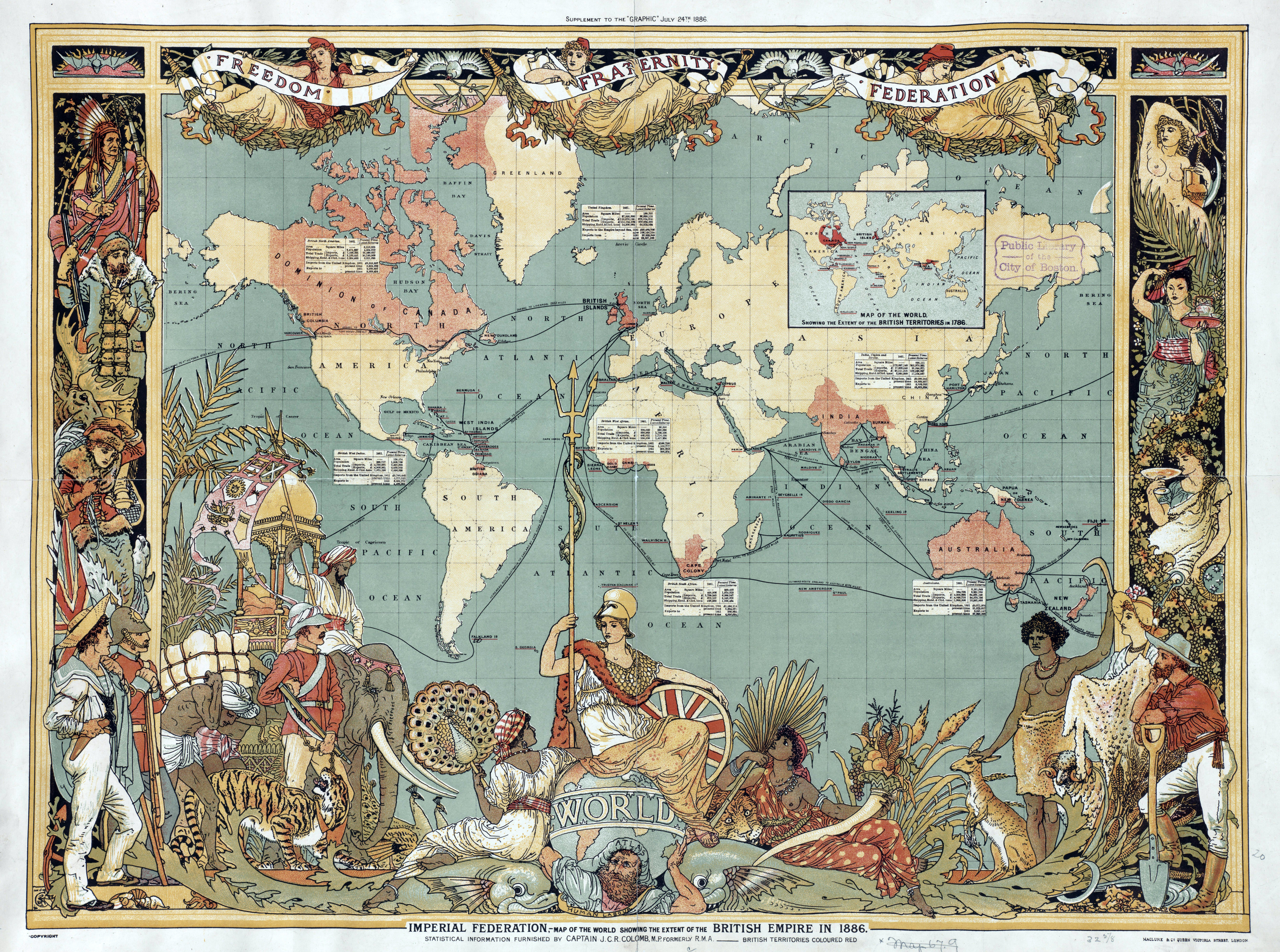
نقشه ای از امپراتوری بریتانیا در سال ۱۸۸۶ میلادی با رنگ صورتی. صورتی رنگ سنتی است که برای سلطه امپراتوری بریتانیا بر روی نقشه‌ها مشخص شده‌است.

پاکْس بریتانیکا یا پاکْس بریتانیا (به لاتین:Pax Britannica؛ به معنای: «صلح بریتانیایی» و الگو گرفته از(Pax Romana) به معنای«صلح روم»اشاره به دوره صلح نسبی بین قدرت‌های بزرگ بود که طی آن امپراتوری بریتانیا به نیروی هژمونیک جهانی و فَرهمندترین کشور تبدیل شد و نقش «پلیس جهانی» را پذیرفت.
بین سال‌های ۱۸۱۵ و ۱۹۱۴ میلادی، دوره‌ای که به عنوان «قرن امپراتوری» بریتانیا شناخته می‌شود، حدود ۲۶٬۰۰۰٬۰۰۰ کیلومتر مربع (۱۰٬۰۰۰٬۰۰۰ مایل مربع) از قلمرو و تقریباً ۴۰۰ میلیون نفر به قلمروی امپراتوری بریتانیا اضافه شدند. پیروزی بر فرانسه ناپلئونی، انگلیسی‌ها را بدون هیچ رقیب جدی بین‌المللی، به جز روسیه تزاری در آسیای مرکزی، رها کرد. هنگامی که روسیه تلاش کرد نفوذ خود را در بالکان گسترش دهد، انگلیسی‌ها و فرانسوی‌ها آنها را در جنگ کریمه (۱۸۵۳–۱۸۵۶) شکست دادند و بدین وسیله از امپراتوری عثمانی حفاظت کردند.
نیروی دریایی سلطنتی بریتانیا بیشتر مسیرهای تجاری کلیدی دریایی را کنترل می‌کرد و از قدرت دریایی بی چون و چرایی برخوردار بود. در کنار کنترل‌رسمی انجام‌شده بر مستعمرات خود، جایگاه فَرادستانه بریتانیا در تجارت جهانی به این معنی بود که دسترسی به بسیاری از مناطق مانند آسیا، آمریکای شمالی، اقیانوسیه و آفریقا را به‌طور مؤثری توسط بریتانیا کنترل می‌شد. بریتانیایی‌ها نیز، به شدت و با ایجاد حس ناامیدی دیگر امپراتوری‌های استعماری، به ایالات متحده کمک کردند تا دکترین مونرو که سلطه اقتصادی بریتانیا را در قاره آمریکا حفظ می‌کرد را برقرار کند. بازرگانان، کشتی‌رانان و بانکداران بریتانیایی از چنان برتری چشمگیری نسبت به امپراتوری‌های دیگر برخوردار بودند که علاوه بر مستعمرات، یک امپراتوری غیررسمی نیز داشتند.

## مستندات درون‌خطی
1. ↑  Johnston, pp.  508–10.
2. ↑  Porter, p.  332.
3. ↑  Hyam, p.  1.
4. ↑  Smith, p.  71.
5. ↑  Parsons, p.  3.
6. ↑  Porter, p.  401.
7. ↑  Porter, p.  8.
8. ↑  Marshall, pp.  156–57.
9. ↑  Cameron, pp.  45–47.